# Discopeltis
Discopeltis is een geslacht van kevers uit de familie bladsprietkevers (Scarabaeidae). Het geslacht werd voor het eerst wetenschappelijk beschreven in 1842 door Burmeister.

## Soorten
- Discopeltis apicalis (Gory & Percheron, 1833)
- Discopeltis barbertonensis Péringuey, 1907
- Discopeltis bellula Boheman, 1857
- Discopeltis conradsi Preiss, 1904
- Discopeltis fairmairei Ruter, 1948
- Discopeltis kamerunensis Moser, 1916
- Discopeltis mashona Péringuey, 1907
- Discopeltis simonis Kraatz, 1880
- Discopeltis tricolor Burmeister, 1842
- Discopeltis variabilis Moser, 1904
- Discopeltis zechendorfi Schauer, 1935